# Ichirō
Cette page présente le prénom Ichirō ainsi que ses variantes.
Ichirō (いちろう) est un prénom japonais masculin, signifiant à l'origine « l’aîné », tout comme le prénom Tarō. Dans la famille japonaise traditionnelle, il est suivi par Jirō, le « cadet », puis par Saburō, le « troisième fils ».
Ce prénom est assez fréquent et se retrouve actuellement principalement parmi les adultes. Il peut être composé avec un préfixe : Eiichirō, Gen'ichirō, Gin'ichirō, Hideichirō, Jun'ichirō, Kan'ichirō, Keiichirō, Ken'ichirō, Kin'ichirō, Kōichirō, Reiichirō, Ryūichirō, Seiichirō, Shin'ichirō, Yōichirō, Zen'ichirō, etc.

## En kanji
Kanjis originaux, toujours les plus fréquemment utilisés : 一郎.
Le son « rō » peut s'écrire également 朗, signifiant « clair » et non « fils ».
Pour le début du prénom, « ichi », on trouve aussi :
- 伊知 ;
- 伊智 ;
- 逸 ;
- 乙 ;

voire : 伊千, 伊茅, 衣千, 衣知, 衣智, 衣茅, 依千, 依知, 依智, 依茅, 維千, 維知, 維智 et 維茅.

## Personnes célèbres
- Pour l'ensemble des articles sur les personnes portant ce prénom, consulter :
  - la liste des articles dont le titre commence par ce prénom
  - les listes produites par Wikidata : Liste des personnes de prénom « Ichirō » — même liste en incluant les éventuels prénoms composés qui contiennent « Ichirō ».
- Ichirō Abe (安部 一郎, Abe Ichirō?) est l'un des plus célèbres enseignant de judo (10e dan) du Kōdōkan ;
- Ichirō Hatoyama (鳩山 一郎, Hatoyama Ichirō?) était le 52e, 53e et 54e Premier ministre du Japon, du 10 décembre 1954 au 23 décembre 1956 ;
- Ichirō Kamoshita (鴨下 一郎, Kamoshita Ichirō?) est un homme politique japonais, membre du Parti libéral démocrate ;
- Ichirō Mizuki (水木 一郎, Mizuki Ichirō?), né Toshio Hayakawa (早川俊夫, Hayakawa Toshio?), est un seiyū, acteur, parolier, compositeur et un chanteur japonais de J-pop ;
- Ichirō Ozawa (小沢 一郎, Ozawa Ichirō?) est un homme politique japonais, ancien secrétaire général du Parti libéral démocrate et actuellement chef du principal parti d'opposition le Parti démocrate du Japon ;
- Ichirō Saitō (斉藤 一郎, Saitō Ichirō?) était un compositeur japonais de musique de film ;
- Ichirō Suzuki (鈴木 一朗, Suzuki Ichirō?) est un joueur de baseball japonais.

## Personnages
- Ichiro Miyata est un personnage du manga Ippo.